# Молдавија (Румунија)
Румунска Молдавија (или само  Молдавија; рум. Moldova) је значајан део (42%) покрајине Молдавије, једне од историјских румунских покрајина, а која је једина у саставу данашње Румуније.
У оквир Румунске Молдавије често се укључује и јужна Буковина данас у Румунији, док је остатак у Украјини.

## Природни услови
У географском смислу Румунска Молдавија је ограничена источним Карпатима на западу, реком Черемош на северу, реком Прут на истоку и Дунавом на југу. Рељеф Молдавије је махом брежуљкаст, надморске висине 200–350 m. Планинско подручје је на крајњем западу (део Карпата).
Клима у Румунској Молдавији је континетнална са значајним павадинама. Стога је то област богата водама. Важне реке су: Сирет (средишња), Прут (источна) и Дунав (јужна река).

## Становништво
Становништво Румунске Молдавије броји око 4,5 милиона и то су претежно Румуни (око 95%), затим долазе Роми, присутни у свим деловима, а постоје и мале заједнице Чанго Мађара (запад) и Пољака (север).

## Управна подела и градови
Румунска Молдавија обухвата више округа данашње Румуније:
- Окрузи који су у Румунској Молдавији су:
  - Јаш
  - Галац
  - Васлуј
  - Бакау
  - Њамц
  - Сучава (део Буковине)
  - Ботошањ (део Буковине)
  - Вранчеа (северна половина округа)

Највећи град и историјско и културно средиште Олтеније је град Јаш, који се налази на истоку покрајине. Веома важан је и град Галац. Остали важни градови су:Бакау, Сучава, Пјатра Њамц, Ботошањ, Фокшани.